# Lowell Mason
Lowell Mason (ur. 8 stycznia 1792 w Medfield w stanie Massachusetts, zm. 11 sierpnia 1872 w Orange w stanie New Jersey) – amerykański pedagog, organista, kompozytor i wydawca muzyczny.

## Życiorys
Muzyki uczył się u Amosa Albee i Olivera Shawa. W 1808 roku dyrygował chórem kościelnym w Medfield. W 1812 roku przeniósł się do Savannah w stanie Georgia, gdzie studiował kompozycję u Fredericka Abela. Związał się też z miejscowym kościołem prezbiteriańskim, w latach 1815–1827 kierował szkółką niedzielną, prowadził chór (od 1815) i pełnił funkcję organisty (od 1820). W 1827 roku wyjechał do Bostonu, gdzie do 1832 roku pełnił funkcję przewodniczącego Handel and Haydn Society, prowadził też kursy muzyczne. W 1833 roku wraz z George’em J. Webbem założył Academy of Music, stawiającą sobie za cel podniesienie poziomu muzyki kościelnej i upowszechnianie wiedzy muzycznej w społeczeństwie. W latach 1837–1845 był inspektorem szkół muzycznych w Bostonie, dzięki jego staraniom w 1838 roku muzyka została włączona do programu nauczania w miejskich szkołach publicznych. W latach 1837 i 1851–1853 odbył podróż do Europy. Od 1854 roku mieszkał w Orange w stanie New Jersey. W 1855 roku otrzymał tytuł doktora honoris causa New York University.
Należał do pionierów edukacji muzycznej w szkołach amerykańskich, zapoczątkował kształcenie profesjonalnych nauczycieli muzyki. Zreformował też amerykańską muzykę liturgiczną w oparciu o wzorce zapożyczone z muzyki europejskiej. Komponował popularne utwory religijne o prostej harmonice i diatonicznej melodyce. Dokonał aranżacji na hymny i psalmy kompozycji m.in. Haydna i Mozarta. Dużą popularnością cieszyły się hymny Masona Missionary Hymn (From Greenland’s Icy Mountains), Olivet, Boylston, Bethany, Hebron i Olmutz. Wydał liczne zbiory muzyki kościelnej, m.in. Handel and Haydn Society’s Collection of Church Music (1822), Juvenile Psalmist (1829), Juvenile Lyre (1830), Lyra Sacra (1832), Sabbath School Songs (1836), Boston Academy Collection of Church Music (1836), Boston Anthem Book (1839), The Psaltery (1845), Cantica Laudis (1850), New Carmina Sacra (1852), Normal Singer (1856), Song Garden (3 tomy 1864–1865).